# Прва савезна лига Југославије у фудбалу 1986/87.
Прва савезна лига Југославије у фудбалу 1986/87. била је највиши ранг фудбалског такмичења у Југославији 1986/87. године и педесетдевета сезона по реду у којој се организовало првенство Југославије у фудбалу. Шампион је постао Партизан из Београда, освојивши своју једанаесту шампионску титулу.
Сезону је обележила афера о намештању утакмица из претходне године (1985/86.), када је фудбалски савез казнио 12 тимова који су сезону започели са минусом од шест бодова. Након 34 одиграна кола шампион је постао Вардар, али након што је уставни суд донео пресуду да се поништава одлука о одузимању бодова, титула је додељена Партизану.

## Учесници
| Клубови                | Град     | Република              | 1985/86 |
| ---------------------- | -------- | ---------------------- | ------- |
| ФК Партизан            | Београд  | СР Србија              | Првак   |
| ФК Црвена звезда       | Београд  | СР Србија              | 2.      |
| ФК Вележ Мостар        | Мостар   | СР Босна и Херцеговина | 3.      |
| НК Хајдук Сплит        | Сплит    | СР Хрватска            | 4.      |
| ХНК Ријека             | Ријека   | СР Хрватска            | 5.      |
| НК Динамо Загреб       | Загреб   | СР Хрватска            | 6.      |
| ФК Жељезничар Сарајево | Сарајево | СР Босна и Херцеговина | 7.      |
| ФК Вардар Скопље       | Скопље   | СР Македонија          | 8.      |
| НК Осијек              | Осијек   | СР Хрватска            | 9.      |
| ФК Сутјеска Никшић     | Никшић   | СР Црна Гора           | 10.     |
| ФК Приштина            | Приштина | СР Србија              | 11.     |
| ФК Слобода Тузла       | Тузла    | СР Босна и Херцеговина | 12.     |
| НК Динамо Винковци     | Винковци | СР Хрватска            | 13.     |
| ФК Будућност Титоград  | Титоград | СР Црна Гора           | 14.     |
| ФК Сарајево            | Сарајево | СР Босна и Херцеговина | 15.     |
| НК Челик Зеница        | Зеница   | СР Босна и Херцеговина | 16.     |
| ФК Раднички Ниш        | Ниш      | СР Србија              | 2. лига |
| ФК Спартак Суботица    | Суботица | СР Србија              | 2. лига |

## Преглед сезоне
Прелазни рок је обиљежио прелазак Милка Ђуровског из Црвене звезде у Партизан. Осим Ђуровског, Партизан је довео и репрезентативце Фодиља Вокрија из Приштине и Сречка Катанеца из Динама. Клуб су напустили Звонко Варга, Звонко Живковић и Слободан Ројевић. Црвена звезда је из загребачког Динама довела Бору Цветковића и Миливоја Брачуна, а из нишког Радничког Драгана Стојковића. Хајдук су током љета напустили Блаж Слишковић, Златко и Зоран Вујовић, а из Ријеке је доведен Ненад Грачан. 
Ново првенство 12 клубова је почело са -6 бодова због афере о намештању утакмица из прошле сезоне. Пошто је група клубова предвођена Партизаном покренула судски поступак за враћање бодова из сезоне 1985/86, у спортској штампи су после сваког кола објављиване две табеле: ону са -6 бодова, као и ону без одузетих бодова. После 3. кола Вардар је заузео 1. мјесто на табели и држао га до краја првенства, осим након 21. кола, када је Партизан је успио буде први на обе табеле.
Због чињенице да једини од клубова велике четворке није кажњен одузимањем 6 бодова, Хајдук је сматран за фаворитом за освајање првенства. Ипак, већ у 1. колу на утакмици између Ријеке и Хајдука, играчу Хајдука Ненаду Грачану је сломљена нога у дуелу са Младеном Младеновићем. Фудбалер Хајдука и репрезентативац Југославије Иван Гудељ је био принуђен да оконча каријеру након што се онесвестио на утакмици против Црвене звезде, после чега је утврђено да болује од хепатитиса.